# Sempronia de suffragis
La lex Sempronia de suffragis va ser una antiga llei romana proposada per Gai Semproni Grac l'any 123 aC. Establia que tots els ciutadans italians que pagaven contribucions tindrien dret de sufragi com els ciutadans romans.